# Dušejov
Dušejov är en ort i Tjeckien.   Den ligger i regionen Vysočina, i den centrala delen av landet, 110 km sydost om huvudstaden Prag. Dušejov ligger 609 meter över havet och antalet invånare är 428.
Terrängen runt Dušejov är huvudsakligen platt, men söderut är den kuperad. Runt Dušejov är det ganska tätbefolkat, med 54 invånare per kvadratkilometer. Närmaste större samhälle är Jihlava, 11,5 km öster om Dušejov. I omgivningarna runt Dušejov växer i huvudsak blandskog.